# كينيث هاوكس
كينيث هاوكس (بالإنجليزية: Kenneth Hawks)‏ هو مخرج أمريكي، ولد في 12 أغسطس 1898 في غوشين في الولايات المتحدة، وتوفي في 2 يناير 1930 في سانتا مونيكا في الولايات المتحدة.

## وصلات خارجية
- كينيث هاوكس على موقع IMDb (الإنجليزية)
- كينيث هاوكس على موقع ألو سيني (الفرنسية)
- كينيث هاوكس على موقع أول موفي (الإنجليزية)
- كينيث هاوكس على موقع قاعدة بيانات الأفلام السويدية (السويدية)
- كينيث هاوكس على موقع قاعدة بيانات الفيلم (الإنجليزية)
- كينيث هاوكس على موقع كينوبويسك (الروسية)